# Jürgen Fritzsche
Jürgen Fritzsche (* 1967 in Frankfurt am Main) ist ein deutscher Karateka (6. Dan) und Autor mehrerer sportwissenschaftlicher Bücher.

## Werdegang
1986 begann Jürgen Fritzsche mit einem Biologiestudium an der Universität in Frankfurt am Main. Parallel dazu trainierte er Karate bei Bundestrainer Efthimios Karamitsos und Risto Kiiskilä. Im Jahr 2006 promovierte er in der Biologie und veröffentlichte seitdem mehrere wissenschaftliche Beiträge im Bereich Kampfsport.
1990–1998 war Fritzsche Mitglied der Nationalmannschaft im Bereich Kata (Karate) und bestritt in dieser Zeit regelmäßig Wettkämpfe, darunter mehrere erfolgreiche Europa- und Weltmeisterschaften für Deutschland.
Jürgen Fritzsche ist lizenzierter A-Trainer des DOSB und war von 2009 bis 2018 Bundeslehrreferent des Deutschen Karate Verbands (DKV) und dessen wissenschaftlicher Koordinator, sowie Athletiktrainer des DKV-Bundeskaders. Darüber hinaus bildet er Gewaltschutz-Trainer aus.
2020 wurde er technischer Direktor (Directeur Technique National) der Sektion Karate des Luxemburger Dachverbandes FLAM (Fédération Luxembourgeoise des Arts Martiaux).

## Erfolge und Auszeichnungen
- 1990   2. Platz ESKA-Cup des europäischen Karate-Verbands
- 1991   1. Platz WSKA-Cup Calgary / Kanada
- 1991   3. Platz Europameisterschaften Hannover
- 1992   1. Platz Deutsche Meisterschaften
- 1992   5. Platz Weltmeisterschaften Granada / Spanien
- 1993   4. Platz Europameisterschaften Prag / Tschechien
- 1993   1. Platz WSKA-Cup Saarbrücken
- 1993   2. Platz Finish Open
- 1994   4. Platz Europameisterschaften Birmingham / England
- 1995   4. Platz Europameisterschaften Helsinki / Finnland
- 1995   1. Platz Studenteneuropameisterschaft Nantes / Frankreich (Kata Einzel) 3. Platz (Kumite Team)
- 1996   4. Platz Europameisterschaften Paris / Frankreich
- 1997   1. Platz Shotokan Cup
- 1997   1. Platz WSKA Cup Kalifornien / USA

## Veröffentlichungen
- Jürgen Fritzsche: Schnelligkeitstraining für Kampfsportler, 1. Auflage 2010, ISBN 978-3-00-029627-7
- Jürgen Fritzsche: Koordinationstraining für Kampfsportler Teil 1 + 2
- Jürgen Fritzsche: Training for Experts, Leitfaden zur Trainerausbildung im Karate
- Jürgen Fritzsche, Christoph Raschka: Managerboxen, gesundes Kampfsporttraining in der Praxis ISBN 978-3-662-56051-8
- Rudi Heimann, Jürgen Fritzsche: Gewaltprävention in Erziehung, Schule und Verein ISBN 978-3-658-27101-5